# Spółdzielnia oszczędnościowo-pożyczkowa
Spółdzielnia oszczędnościowo-pożyczkowa (SOP) – dobrowolne i samorządne zrzeszenie członków, mające na celu podniesienie zarobków członków, prowadzenie działalności gospodarczej oraz kulturalno-wychowawczej.
Początki działalności spółdzielczości oszczędnościowo-pożyczkowej były zróżnicowane w poszczególnych zaborach, z uwagi na panujące przepisy prawa i lokalne zwyczaje. Po odzyskaniu niepodległości kraju ukazały się regulacje prawne, pozwalająca na integrację spółdzielczości oszczędnościowej ze spółdzielczością pożyczkową.

## Powstanie spółdzielni oszczędnościowo-pożyczkowych
Powstanie ruchu spółdzielczego związanego z ideą oszczędzania i pożyczania wiążą się z uwłaszczeniem chłopów i powstawaniem samodzielnych gospodarstw rolnych. Był to koniec funkcjonowania systemu feudalnego, zaś postęp agrotechniczny był czynnikiem, który spowodował wzrost zapotrzebowania na kredyt, który był na ogół drogi i udzielany na zasadach lichwiarskich. Zaczęły powstawać pierwsze spółdzielnie łączące w sobie elementy pożyczkowe z elementami oszczędnościowymi.
Początki ruchu spółdzielczości kredytowej na terenie zaboru austriackiego datuje się na lata 60. XIX w. Ich pierwowzorem były działające w oparciu o zasady Schulzego towarzystwa zaliczkowe. Towarzystwa udzielały pożyczek wekslowych, skryptowych oraz hipotecznych, co uwalniało rolników od konieczności szukania poręczycieli.
W zaborze pruskim popularne były spółki oszczędności i pożyczek typu Raiffeisena. Na grunt polski zasady działania kas Raiffeisena przeniósł Franciszek Stefczyk. Natomiast w zaborze rosyjskim kooperatywy kredytowe zaczęły powstawać w latach 60. XIX w. Ich rozwój był powstrzymywany przez brak unormowań prawnych i rygorystyczny nadzór władz carskich.

## Spółdzielnie oszczędnościowo-pożyczkowe w okresie międzywojennym
W okresie międzywojennym spółdzielczość oszczędnościowo-pożyczkowa podlegała procesom unifikacyjnym, a więc nastąpiło zlikwidowanie odmiennych rozwiązań prawnych z czasu zaborów. Służyła temu ustawa spółdzielcza z 1920 r., kilkakrotnie nowelizowana w latach następnych. Ustawa powołała Radę Spółdzielczą, która była łącznikiem między władzami państwowymi a ruchem spółdzielczym. Na zjeździe delegatów spółdzielczych w 1934 r. podjęto uchwałę o połączeniu Unii Związków Spółdzielczych i Zjednoczenia Związków Spółdzielni Rolniczych w jeden ogólnopolski związek rewizyjny pod nazwą Związek Spółdzielni Rolniczych i Zarobkowo-Gospodarczych RP.

## Spółdzielnie oszczędnościowo-pożyczkowe po II wojnie światowej
W okresie powojennym rozpoczęto wznawiania działalności spółdzielni oszczędnościowo-pożyczkowych. Ich podstawowym celem była odbudowy gospodarstw chłopskich i warsztatów rzemieślniczych. Od 1945 r. rolę centrali finansowej spółdzielczości kredytowej objął Bank „Społem”. Do jego zadań należało udzielanie kredytów oraz finansowanie obrotów gospodarczych. Po fuzji spółdzielni oszczędnościowo-pożyczkowej z Centralną Kasą Spółek Rolniczych powstała nowa instytucja finansowa Bank Gospodarstwa Spółdzielczego, który odgrywał rolę centrali organizacyjnej, rewizyjnej i finansowej wobec spółdzielni oszczędnościowo-pożyczkowych.
Ograniczenia rozwoju spółdzielni oszczędnościowo-pożyczkowych powstały na skutek decyzji władz o kolektywizacji rolnictwa, likwidacji sektora prywatnego i ruchu spółdzielczego. W 1950 r. spółdzielnie oszczędnościowo-pożyczkowe zostały przekształcone w gminne kasy spółdzielcze, nad którymi nadzór przejął Związek Samopomocy Chłopskiej.
Zmiany polityki rolnej w 1956 r. miały wpływ na częściową reaktywację ruchu spółdzielczego. W 1957 r. przywrócono nazwę spółdzielni oszczędnościowo-pożyczkowych, a cztery lata później nadano im nowy status i określono zakres działalności. Od tej pory mogły posługiwać się nazwą „bank” z przymiotnikiem „spółdzielczy”, „ludowy”.

## Spółdzielnie oszczędnościowo-pożyczkowe w świetle ustawy z 1960 r.
Spółdzielnie oszczędnościowo-pożyczkowe funkcjonowały w oparciu o dwa akty prawne – ustawę o prawie bankowym z 1960 oraz ustawę o spółdzielniach i ich związkach z 1961 r.
W ustawie z 1960 r. o prawie bankowym wśród trzech rodzajów banków – obok banków państwowych i banków w formie spółek akcyjnych – wymieniono spółdzielnie oszczędnościowo-pożyczkowe.
Zadaniem spółdzielni oszczędnościowo-pożyczkowych było:
- gromadzenie oszczędności pieniężnych ludności;
- udzielanie pożyczek oraz obsługa finansowa ludności zamieszkałej na terenie działania spółdzielni;
- wykonywanie innych czynności bankowych w zakresie ustalonym przez Ministra Finansów w porozumieniu z właściwą centralną organizacją spółdzielczą.

Spółdzielnie oszczędnościowo-pożyczkowe mogły korzystać z kredytów w banku państwowym w ramach planu kredytowego. Bank był uprawniony do kontroli działalności pożyczkowej spółdzielni w zakresie udzielonych kredytów.
W ustawie z 1961 r. o spółdzielniach i ich związkach wskazano, że spółdzielnie określonego typu zrzeszają się we właściwe dla nich centrale i inne związki spółdzielcze. W ustawie określono tryb zakładania i rejestrowania spółdzielni, organy spółdzielni w postaci walnego zgromadzenia, rady i zarządu.

## Regulacje Ministra Finansów w sprawie spółdzielni oszczędnościowo-pożyczkowych z 1963 r.
W rozporządzeniu z 1963 r. Ministra Finansów w sprawie zakresu działania spółdzielni oszczędnościowo-pożyczkowych wskazano, że spółdzielnie prowadzą działalność pożyczkową w następującym zakresie:
Udzielają pożyczek na zasadach określonych przez związek spółdzielni oszczędnościowo-pożyczkowych ze środków własnych i zgromadzonych środków ludności, w szczególności:
- pożyczek obrotowych na cele produkcyjne;
- pożyczek inwestycyjnych na remonty i drobne cele inwestycyjne;
- pożyczek dla członków na cele nieprodukcyjne.

Udzielają na zasadach określonych przez Ministra Finansów w ramach państwowej pomocy kredytowej:
- pożyczek obrotowych na kontraktację produkcji rolnej i na inne cele produkcyjne dla indywidualnych gospodarstw rolnych oraz dla innych grup ludności wiejskiej;
- pożyczek obrotowych na rozwój drobnej wytwórczości i usług indywidualnych warsztatów rzemieślniczych, chałupnictwa, przemysłu i handlu;
- pożyczek inwestycyjnych średnioterminowych na inwestycje produkcyjne i na remonty i drobne budownictwo, jak budowa silosów, gnojowni, studni i innych obiektów gospodarczych i mieszkalnych;
- pożyczek na zakup towarów i usług objętych ratalną sprzedażą dla ludności zamieszkałej na terenie działalności spółdzielni;
- pożyczek na sfinansowanie akcji zleconych przez Państwo.

Spółdzielnie oszczędnościowo-pożyczkowe otwierały i prowadziły rachunki bieżące dla:
- osób fizycznych;
- jednostek gospodarki nieuspołecznionej i związków wyznaniowych;
- kółek rolniczych;
- komitetów utworzonych w celu wykonywania działalności o charakterze społecznym;
- organizacji politycznych oraz organizacji społecznych i zawodowych z zakresu rolnictwa i leśnictwa;
- pracowniczych kas zapomogowo-pożyczkowych, kas wzajemnej pomocy oraz kas koleżeńskich z zakresu rolnictwa.

## Funkcjonowanie spółdzielni oszczędnościowo-pożyczkowych w oparciu o zarządzenie Ministra Finansów z 1974 r.
Na podstawie ustawy z 1960 r. Minister Finansów wydał zarządzenie w sprawie funkcjonowania spółdzielni oszczędnościowo-pożyczkowych, w tym:
- spółdzielnie oszczędnościowo-pożyczkowe gromadzą oszczędności pieniężne ludności;
- udzielają pożyczek osobom fizycznym oraz osobom prowadzącym działalność gospodarczą zaliczaną do pozarolniczej gospodarki nieuspołecznionej, zamieszkałym na terenie działania SOP lub prowadzącym na tym terenie gospodarstwo rolne;
- prowadzą obsługę kasową budżetów gminnych rad narodowych oraz jednostek i zakładów budżetowych objętych budżetami gminnych rad narodowych – na zasadach określonych w odrębnych przepisach;
- prowadzą obsługę kasowo-rozliczeniową instytucji zajmujących się kontraktacją i skupem produkcji rolnej, zaopatrzeniem wsi oraz świadczeniem usług – na zasadach określonych przez Centralny Związek Spółdzielni Oszczędnościowo-Pożyczkowych.
- spółdzielnie oszczędnościowo-pożyczkowe mogą prowadzić rachunki bankowe (główne, pomocnicze i specjalne).
- w zakresie gromadzenia oszczędności pieniężnych SOP mogą prowadzić rachunki wkładów oszczędnościowych i rachunki oszczędnościowo-rozliczeniowe.

## Zmiana spółdzielni oszczędnościowo-pożyczkowych na banki spółdzielcze z 1982 r.
Ustawą z 1982 r. Prawo bankowe stwierdzono, że banki spółdzielcze mogą być tworzone za zgodą Rady Ministrów, z zachowaniem trybu określonego przepisami ustawy o spółdzielczych i ich związkach.
W ustawie z 1982 r. Prawo spółdzielcze stwierdzono, że bank ludowy jest spółdzielnią. Bank zakłada się dla obsługi ludności i jednostek objętych zakresem działania, zamieszkałej na terenie jednej lub kilku gmin (miasta). Bank spółdzielczy może korzystać z kredytów w banku państwowo-spółdzielczym lub państwowym w ramach planu kredytowego.
Podstawowym zadaniem banku spółdzielczego było:
- gromadzenie oszczędności pieniężnych ludności;
- udzielanie kredytów osobom prowadzącym gospodarstwa rolne;
- udzielanie kredytów osobom prowadzących działalność pozarolniczą;
- obsługa kasowo-rozliczeniowa instytucji kontraktacji i skupu produktów rolniczych;
- obsługa instytucji prowadzących działalność gospodarczą w zakresie obsługi zaopatrzenia wsi w podstawowe środki produkcji;
- obsługa finansowa budżetów urzędów gminnych (miejskich) oraz podległych jednostek;
- obsługa państwowych nieruchomości rolnych (PFZ) oraz pośrednictwo w obrocie nieruchomościami rolnymi.

## Zmiany w zakresie funkcjonowania spółdzielczości oszczędnościowo-pożyczkowej
Ustawą z 1990 r. o zmianach w organizacji i działalności spółdzielczości związek spółdzielni oszczędnościowo-pożyczkowych przeszedł w stan likwidacji.
Dotychczasowo funkcjonująca spółdzielczość oszczędnościowo-pożyczkowa uległa zmianie. Ustawa Prawo bankowe z 1989 r. zwiększyła autonomię poszczególnych banków ludowych i umożliwiła im poszerzanie zakresu i przedmiotu działania.
W 1991 r. powołano Krajowy Związek Banków Spółdzielczych, którego głównym celem było wspieranie tworzenia nowoczesnego systemu bankowości spółdzielczej w Polsce.